# حوض‌انبار ناده
حوض انبار ناده مربوط به دوره قاجار است و در خواف، ابتدای ورودی شهر، بلوار وحدت واقع شده و این اثر در تاریخ ۲۲ مرداد ۱۳۸۴ با شمارهٔ ثبت ۱۳۲۰۰ به‌عنوان یکی از آثار ملی ایران به ثبت رسیده است.